# Планкоэт
Планкоэ́т (фр. Plancoët, брет. Plangoed, галло Plancoét) — коммуна во Франции, находится в регионе Бретань. Департамент — Кот-д’Армор. Главный город кантона Планкоэт. Округ коммуны — Динан. Коммуна расположена приблизительно в 340 км к западу от Парижа, в 65 км северо-западнее Ренна, в 40 км к востоку от Сен-Бриё, в 14 км от национальной магистрали N 176. Через территорию коммуны протекает река Аргенон. На правом берегу реки находится железнодорожная станция Планкоэт линии Лизон-Ламбаль.
Население (2019) — 2 981 человек.

## Достопримечательности
- Дом XVI века на Гранд-Рю. Исторический памятник с 1926 года[2]
- Крест на кладбище (XVII век). Исторический памятник с 1926 года[3]
- Церковь Святого Спасителя (XIX век)
- Церковь Девы Марии из Назарета (XVIII—XIX века)

## Экономика
Структура занятости населения:
- сельское хозяйство — 1,0 %
- промышленность — 14,8 %
- строительство — 5,3 %
- торговля, транспорт и сфера услуг — 45,7 %
- государственные и муниципальные службы — 33,3 %

Уровень безработицы (2018) — 13,8 % (Франция в целом —  13,4 %, департамент Кот-д’Армор — 11,5 %). 

Среднегодовой доход на 1 человека, евро (2018) — 20 160 (Франция в целом — 21 730, департамент Кот-д’Армор — 21 230).
В 2007 году среди 1848 человек в трудоспособном возрасте (15—64 лет) 1404 были экономически активными, 444 — неактивными (показатель активности — 76,0 %, в 1999 году было 72,8 %). Из 1404 активных работали 1230 человек (680 мужчин и 550 женщин), безработных было 174 (68 мужчин и 106 женщин). Среди 444 неактивных 124 человека были учениками или студентами, 172 — пенсионерами, 148 были неактивными по другим причинам.

## Демография
Динамика численности населения, чел.

## Администрация
Пост мэра Планкоэта с 2014 года занимает Патрик Барро (Patrick Barraux). На муниципальных выборах 2020 года возглавляемый им список был единственным.
| Период | Период | Фамилия         | Партия                  | Примечания                             |
| ------ | ------ | --------------- | ----------------------- | -------------------------------------- |
| 1983   | 2008   | Марсель Легоф   | Разные левые            | старший казначей                       |
| 2008   | 2014   | Вивьян Ле Диссе | Социалистическая партия | депутат Национального собрания Франции |
| 2014   |        | Патрик Барро    |                         | страховой агент                        |

## Фотогалерея
- Церковь Девы Марии из Назарета
- Церковь Святого Спасителя
- Река Аргенон